# Skärsjön (Almundsryds socken, Småland)
Skärsjön är en sjö i Tingsryds kommun i Småland och ingår i Skräbeåns huvudavrinningsområde. Sjön har en area på 0,0681 kvadratkilometer och ligger 148,9 meter över havet.

## Delavrinningsområde
Skärsjön ingår i det delavrinningsområde (625058-142246) som SMHI kallar för Inloppet i Slagesnässjön. Medelhöjden är 140 meter över havet och ytan är 30,25 kvadratkilometer. Räknas de 6 avrinningsområdena uppströms in blir den ackumulerade arean 74,88 kvadratkilometer. Snövlebodaån som avvattnar avrinningsområdet har biflödesordning 2, vilket innebär att vattnet flödar genom totalt 2 vattendrag innan det når havet efter 43 kilometer. Avrinningsområdet består mestadels av skog (72 %) och öppen mark (12 %). Avrinningsområdet har 0,57 kvadratkilometer vattenytor vilket ger det en sjöprocent på 1,9 %.